# HMS Poseidon (P99)
HMS Poseidon (P99) là một  tàu ngầm lớp Parthian được Hải quân Hoàng gia Anh chế tạo vào cuối thập niên 1920. Nó là chiếc tàu chiến duy nhất của Hải quân Anh được đặt cái tên này, theo tên Poseidon, một vị thần trong thần thoại Hy Lạp. Nhập biên chế năm 1930, nó được phái sang phục vụ tại Viễn Đông, và bị mất sau tai nạn va chạm với tàu buôn Trung Quốc Yuta ngoài khơi Uy Hải Vệ, Trung Quốc vào ngày 9 tháng 6, 1931. Xác tàu được Trung Quốc trục vớt vào năm 1972.

## Thiết kế và chế tạo

### Thiết kế
Lớp Parthian được chế tạo với một thiết kế cải tiến hơn so với  lớp Odin; có mũi tàu dốc nghiêng và tăng cường tấm chắn cho khẩu hải pháo trên boong. Lớp này vẫn tồn tại một khiếm khuyết có từ lớp Odin, nơi các thùng nhiên liệu hình yên ngựa được ghép vào vỏ tàu bằng đinh tán dễ bị rò rỉ, khiến dầu diesel nổi lên và làm lộ vị trí của tàu ngầm.
Những chiếc lớp Parthian có chiều dài chung 289 ft (88 m), mạn tàu rộng 28 ft (8,5 m) và mớn nước sâu 13 ft 8 in (4,17 m). Nó có trọng lượng choán nước 1.475 tấn Anh (1.499 t) khi nổi và 2.040 tấn Anh (2.073 t) khi lặn. Con tàu được vận hành bằng hai động cơ diesel Admiralty 8-xy lanh công suất 4.640 bhp (3.460 kW) cùng hai động cơ điện công suất 1.635 shp (1.219 kW),  mỗi chiếc dẫn động một trục chân vịt. Nó đạt được tốc độ tối đa 17,5 kn (32,4 km/h) trên mặt nước và 9 kn (17 km/h) khi di chuyển ngầm.
Lớp Parthian có thủy thủ đoàn đầy đủ 53 người. Con tàu trang bị một hải pháo QF 4-inch/40 Mk IV, hai súng máy Lewis, cùng tám ống phóng ngư lôi 533 milimét (21,0 in), gồm sáu ống trước mũi và hai ống phía đuôi, và mang theo tổng cộng 24 ngư lôi. Parthian là lớp tàu ngầm Anh đầu tiên được trang bị ngư lôi 21 in (530 mm) Mark VIII.

### Chế tạo
Poseidon được đặt lườn tại xưởng tàu của hãng Vickers-Armstrongs tại Barrow-in-Furness vào ngày 5 tháng 9, 1928. Nó được hạ thủy vào ngày 22 tháng 8, 1929 và nhập biên chế cùng Hải quân Hoàng gia Anh vào ngày 5 tháng 5, 1930.

## Lịch sử hoạt động
Sau khi nhập biên chế, Poseidon được phái sang Viễn Đông và đã phục vụ tại Trạm Trung Hoa trong thành phần Chi hạm đội tàu ngầm 4. Nó dành phần lớn của quãng đời phục vụ hoạt động tại khu vực Hoàng hải từ căn cứ Uy Hải Vệ thuộc Sơn Đông, Trung Quốc.
Lúc khoảng 12 giờ 12 phút ngày 9 tháng 6, 1931, Poseidon thực hành trên mặt nước phối hợp cùng tàu tiếp liệu tàu ngầm Marazion ở vị trí khoảng 20 mi (32 km) về phía Bắc Uy Hải Vệ. Cho dù có tầm nhìn tốt, Poseidon gặp tai nạn va chạm với chiếc tàu buôn hơi nước Trung Quốc Yuta. Ba mươi mốt người trong số thành viên thủy thủ đoàn đã kịp thời nhảy xuống biển trước khi chiếc tàu ngầm đắm chỉ trong vòng vài phút, và chìm xuống đáy biển ở độ sâu 130 ft (40 m), tại tọa độ 37°50′B 122°14′Đ / 37,833°B 122,233°Đ.
Các tàu sân bay HMS Hermes, tàu tuần dương hạng nặng HMS Berwick và tàu ngầm chị em HMS Perseus đã đến nơi để ứng cứu. Vào lúc này Poseidon đã có thiết bị thoát hiểm ngầm Davis mới được đưa vào sử dụng chỉ hai năm trước đó; tám thành viên đã tìm cách thoát ra khỏi phần phía trước con tàu, cho dù hai người đã không lên đến mặt nước và một người qua đời sau đó. Tổng công hai mươi mốt thành viên thủy thủ đoàn đã thiệt mạng trong tai nạn.
Sự kiện một số thủy thủ đã thoát ra khỏi tàu thành công sau khi tàu đắm đã khiến Bộ Hải quân Anh thay đổi chính sách thoát hiểm: thay vì chờ đợi sự ứng cứu từ bên ngoài, thủy thủ được khuyến khích tìm cách thoát khỏi tàu càng sớm càng tốt. Chính sách mới được công bố tại Hạ Nghị viện Anh vào tháng 3, 1934.

## Trục vớt
Phía Trung Quốc đã bí mật trục vớt chiếc tàu ngầm vào năm 1972 bởi các đơn vị trục vớt dưới nước, sự kiện này được mô tả trong một bài viết đăng trên tạp chí 现代舰船 (Hiện Đại Hạm Thuyền) vào năm 2002. Phương Tây đã không biết đến việc này mãi cho đến khi nhà nghiên cứu và nhà báo Steven R. Schwankert tìm ra bài viết trên Google và đọc nó trong một thư viện tại Hong Kong.
Khi các sử gia đi tìm kiếm các di tích khi HMS Poseidon bị đắm và tìm hiểu về việc trục vớt, họ khám phá ra nghĩa trang của Hải quân Anh trước đây trên đảo Lưu Công, bia mộ mang tên tuổi, ngày tháng của thủy thủ Anh từ trần tại đây bị chồng chất lộn xộn. Chính phủ Anh đã yêu cầu chính phủ Trung Quốc giải thích. Kết quả của nghiên cứu này được mô tả trong quyển sách Poseidon: China's Secret Salvage of Britain's Lost Submarine của Schwankert và trong phim tài liệu The Poseidon Project.